# کرایینوویچه
کرایینوویچه (به صربی: Krajinoviće) یک منطقهٔ مسکونی در صربستان است که در سینیتسا واقع شده‌است. کرایینوویچه ۹۱ نفر جمعیت دارد.